# Torino F.C.
Torino Football Club 1906 ali preprosto Torino je italijanski nogometni klub iz Torina. Ustanovljen je bil 3 decembra 1906 in trenutno igra v Serie A, prvi italijanski nogometni ligi.
Klub se je sprva imenoval Associazione Calcio Torino, leta 1970 se preimenuje v Torino Calcio, sedanji naziv pa nosi od leta 2005. Najuspešnejša leta Torina so bila 40. leta 20. stoletja, kjer je Torino osvojil 5 od svojih 7 nazivov prvaka Italije. Era Grande Torino (Era Velikega Torina) pa je bila tragično prekinjena 4. maja 1949, ko so v nesreči zrakoplova umrli vsi nogometaši Torina, razen enega, kateri se zaradi poškodbe ni udeležil potovanja. Torino pa ima še poleg 7 naslovov prvaka Italije še 7 osvojenih pokalov Italije in 3 naslove prvaka Serie B. Največji evropski uspeh Torina pa je osvojitev naziva podprvaka Evropske lige v sezoni 1991/92, kjer ga je v finalu premagal nizozemski Ajax.
Torinov domači stadion je Stadio Olimpico v Torinu, ki sprejme 28.140 gledalcev. Barvi dresov sta rjavkasto-rdeča in bela. Nadimka nogometašev sta Il Toro (Biki) in I Granata (Rjavo-rdeči).

## Rivalstvo
Torino ima rivalstvo z mestnim tekmecem Juventusom, saj sta si kluba v zgodovini delila isti stadion. Obračun med njima se imenuje Derby della Mole (Torinski derbi).